# Кьова

42°58′50″ пн. ш. 140°36′41″ сх. д. / 42.98056° пн. ш. 140.61139° сх. д.
Кьо́ва (яп. 共和町, きょうわちょう, МФА: [kʲowa t͡ɕoː]) — містечко в Японії, в повіті Іванай округу Сірібесі префектури Хоккайдо. Станом на 1 жовтня 2008 року площа містечка становила 304,96 км². Станом на 31 березня 2017 населення містечка становило 6022 осіб.